# Coenosmilia inordinata
Espèce
Statut CITES
Coenosmilia inordinata est une espèce de coraux appartenant à la famille des Caryophylliidae.